# St. Georg (Georgenzell)

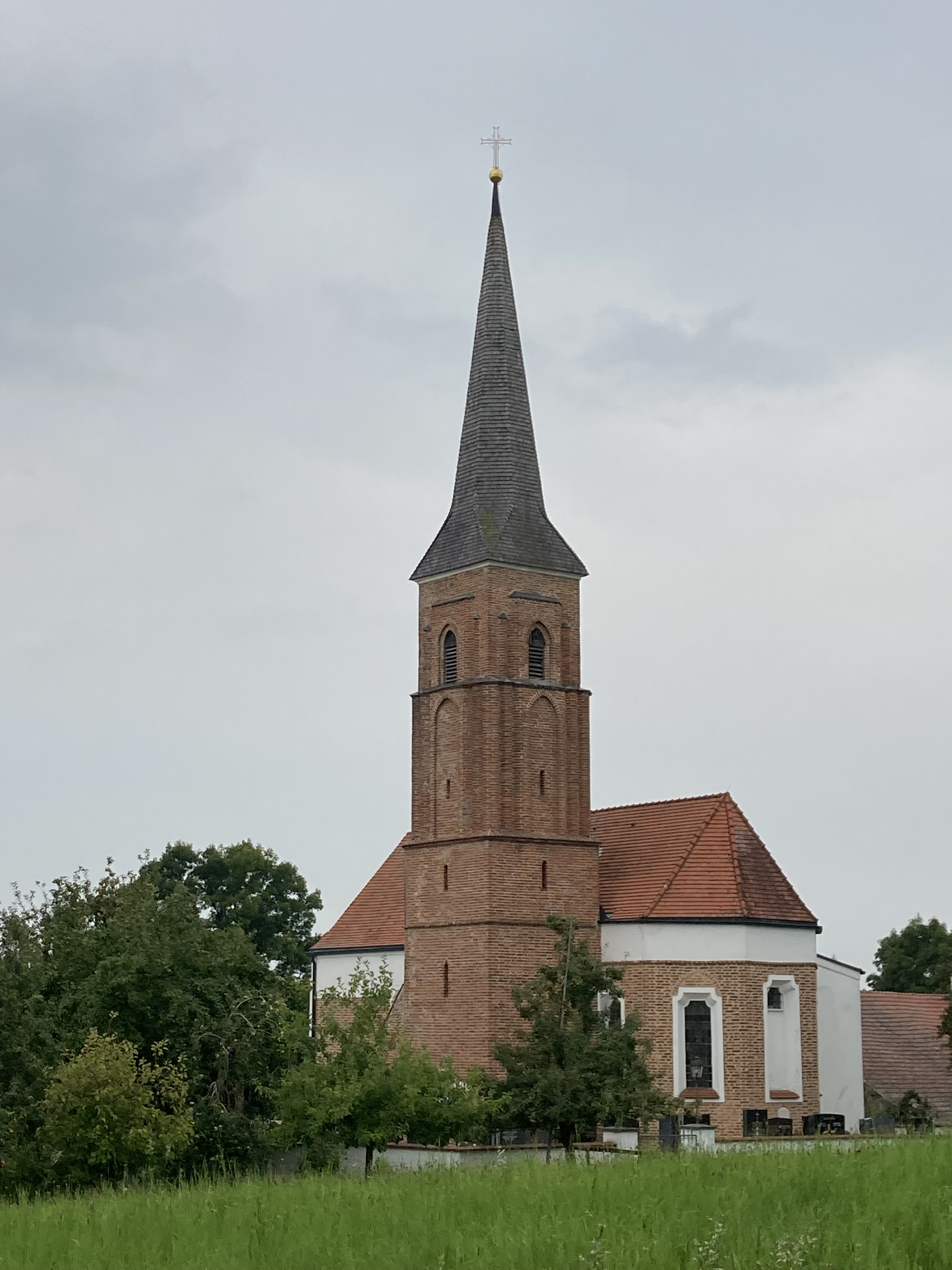
St. Georg

Die römisch-katholische Filialkirche St. Georg in Georgenzell, einem Ortsteil der Gemeinde Neufraunhofen im niederbayerischen Landkreis Landshut, ist eine spätgotische Saalkirche, die in der zweiten Hälfte des 15. Jahrhunderts erbaut wurde. Im zweiten Viertel des 18. Jahrhunderts wurde die Kirche innen umgebaut und erhielt ihre qualitätvolle Barock- und Rokoko-Ausstattung. Das dem heiligen Georg (Gedenktag: 23. April) geweihte Gotteshaus ist als Baudenkmal mit der Nummer D-2-74-154-7 beim Bayerischen Landesamt für Denkmalpflege eingetragen. Georgenzell gehörte ursprünglich zur Pfarrei St. Peter in Velden. Seit 1920 ist es eine Filiale der Kuratie St. Johann Baptist in Neufraunhofen, die heute wiederum Teil des Pfarrverbands Velden ist.

## Architektur

### Außenbau
Die einschiffige, nach Osten ausgerichtete Saalkirche umfasst einen leicht eingezogenen Chor mit zwei Jochen und Schluss in drei Achteckseiten sowie ein Langhaus mit drei Jochen. Gegenüber von dem südlichen Chorflankenturm wurde um 1900 eine Sakristei nördlich an den Chor angebaut. Etwa zur selben Zeit wurde eine westliche Vorhalle errichtet, die im Obergeschoss eine Empore ausbildet. Der unverputzte Backsteinbau mit barock ausgerundeten Fensteröffnungen ist bis auf einen einfachen Dachfries am Chor weitgehend ungegliedert.
Bemerkenswert ist dagegen der reich gegliederte, zweimal abgesetzte Turm. Über dem quadratischen Unterbau mit zwei Geschossen, die durch ein schwaches Gesims getrennt werden, erhebt sich ein eingeschossiger, achteckiger Zwischenbau, an dessen Schrägseiten breite Streben mit rechteckigen Vorlagen angebracht sind. Der eingeschossige Oberbau, der den Glockenstuhl und allseitige spitzbogige Schallöffnungen enthält, ist wiederum quadratisch. Seine Seiten sind mit breiten, im Grundriss trapezförmigen Mittellisenen und seitlichen, schwachen Dreieckslisenen verziert. Diese Art der Gliederung erinnert an den Turm der Vilsbiburger Stadtpfarrkirche. Den oberen Abschluss bildet ein gekröpfter, neugotischer Spitzhelm von 1868/69.
St. Georg ist von einem kleinen Friedhof umgeben, der bereits 1585 in einer Beschreibung der Pfarrei Velden erwähnt wurde.

### Innenraum
In Chor und Langhaus tragen gefaste Wandpfeiler, die im Zuge der Barockisierung zu Pilastern verändert wurden, und gefaste, spitze Schildbögen das tonnenähnliche Gewölbe. Die spätgotischen Gewölberippen wurden ebenfalls im Zuge des Barockumbaus abgeschlagen. Den Übergang zwischen Chor und Langhaus vermittelt ein spitzer, mit Pilastern besetzter Chorbogen, dessen originale Profilierung entfernt wurde. Der Raum über der heutigen Vorhalle dient als Orgelempore.
Im Turmuntergeschoss, wo früher die Sakristei untergebracht war, ist das spätgotische Sternrippengewölbe erhalten. Die einfach gekehlten Rippen entspringen kleinen, rübenförmigen Spitzkonsolen und laufen auf einen kleinen, runden Schlussstein zu.

## Ausstattung
In der qualitätvollen Barock- und Rokoko-Ausstattung kommt die Verbundenheit der Reichsfreiherrn von Neufraunhofen mit der Kirche in Georgenzell zum Ausdruck. Zahlreiche an Ausstattungsstücken und Gemälden angebrachte Wappen belegen dies.

### Stuck und Deckengemälde
An den Gewölben von Chor und Langhaus, am Chorbogen sowie im oberen Bereich der Wandpilaster befinden sich dezente Stuckaturen, die um 1740 im Stile des frühen Rokoko ausgeführt wurden. Es handelt sich überwiegend um Band-, Gitter- und Muschelwerk. In geschweiften oder dreipassförmigen Stuckrahmen befinden sich unterschiedlich große Deckengemälde, die Szenen aus dem Leben des Kirchenpatrons Georg zeigen. Diese wurden um 1900 restauriert, möglicherweise auch zum Teil übermalt.

### Hochaltar

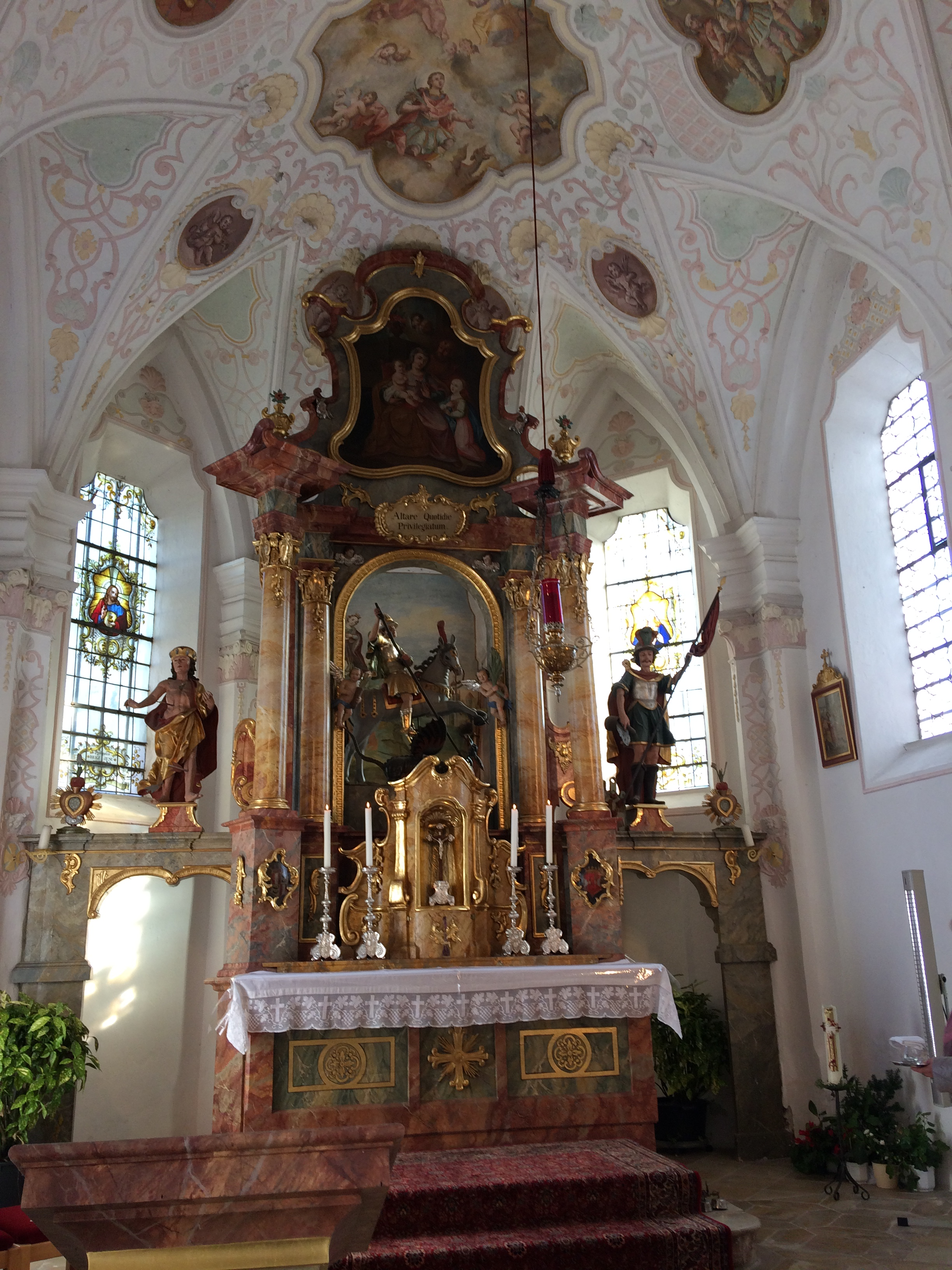
Hochaltar

Der Hochaltar wurde um 1750 im Rokoko-Stil ausgeführt. Der stattliche Aufbau wird von vier Rundsäulen getragen, die die zentrale Holzfigurengruppe mit einer Darstellung des Kirchenpatrons Georg als Drachentöter einrahmen. Diese dürfte gleichzeitig mit dem Altar entstanden sein. Im Auszug befindet sich ein Gemälde der Anna selbdritt, am Gebälk das Ehewappen Fraunhofen-Ockfort. Über seitlichen Durchgängen sind die Assistenzfiguren der Heiligen Florian und Sebastian angeordnet. Diese sind deutlich älter als der Altar, dürften aber nach 1600 entstanden sein.

### Seitenaltäre
Die beiden Rokoko-Seitenaltäre sind als Pendants ausgeführt und dürften etwa gleichzeitig mit dem Hochaltar entstanden sein. Am nördlichen (linken) Seitenaltar befindet sich eine lebensgroße Holzfigur der Mutter Gottes mit Kind aus der Zeit nach 1600. Der südliche (rechte) Seitenaltar enthält eine Figur des heiligen Martin aus der Zeit um 1900.

### Übrige Ausstattung
Die Stuhlwangen, die um 1760 geschnitzt wurden, sind reich mit Rokokomuschelwerk verziert.

### Orgel
Die Orgel mit seitlich angebautem Spieltisch wurde 1882 von dem Münchner Orgelbauer Franz Borgias Maerz geschaffen. Das Schleifladeninstrument mit mechanischen Spiel- und Registertrakturen umfasst sechs Register auf einem Manual und fest angekoppeltem Pedal. Die Disposition lautet wie folgt:
| I Manual C–f3 |               |    |
| 1.            | Principal     | 8′ |
| 2.            | Gedackt       | 8′ |
| 3.            | Salicional    | 8′ |
| 4.            | Gemshorn      | 4′ |
| 5.            | Mixtur II–III | 2′ |

| Pedal C–d1 |        |     |
| 6.         | Subbaß | 16′ |